# Протестантизм в Таджикистане
Протестантизм в Таджикистане — одно из направлений христианства в стране. По данным исследовательского центра Pew Research Center в 2010 году в Таджикистане проживало 10 тыс. протестантов. Издание «Операция мир» насчитало в 2010 году в Таджикистане 9 тыс. протестантов и прихожан неденоминационных церквей, «Энциклопедия религий» Дж. Мелтона — 12 тыс.
Наиболее широко протестанты представлены в крупных городах, особенно в Душанбе и Худжанде, а также на севере республики, в Согдийской области. По этнической принадлежности протестанты — это живущие в Таджикистане корейцы, русские, украинцы, немцы, армяне, осетины. Протестанты имеются и среди киргизов, узбеков, татар, афганцев, персов и др. В стране растёт число новообращённых таджиков. По оценкам Управления по делам религии, с момента обретения независимости количество обращённых христиан составило примерно 3 тыс. человек.
Ряд российских протестантских церквей (в частности — РОСХВЕ) ведут миссионерскую работу среди мигрантов-таджиков в России. С 2009 года в Санкт-Петербурге действует таджикская пятидесятническая церковь «Свет Азии».

## Исторический обзор
Первыми протестантами на территории современного Таджикистана считаются два баптистских пресвитера Булгаков и Лещёв, которые были сосланы сюда советской властью в 1929 году. Семьи Булгакова и Лещёва, поселившиеся близ Душанбе, стали ядром образовавшейся баптистской общины. Первым служителем церкви в 1930 году был избран И. Я. Даниленко. Из-за репрессий в 1937 году религиозная жизнь общины была фактически приостановлена и вновь возобновлена лишь в 1943 году. В следующем году община была зарегистрирована. Разделение 1961 года затронуло и таджикских баптистов, в крае появилась община «баптистов-инициативников». К концу 1980-х годов Душанбинская церковь евангельских христиан-баптистов, состоявшая преимущественно из русских, немцев и осетин, насчитывала более 800 взрослых, крещёных членов.
В 1929 году в Таджикистан были сосланы первые адвентисты — братья Иван и Василий Козьминины. В 1930-х годах ссыльные немцы-адвентисты сформировали первую адвентистскую общину.
В 1940-е годы в Таджикистан были депортированы 40 тыс. немцев из разных частей Советского Союза. При этом, большинство из ссыльных верующих были лютеранами. В 1960-е годы в Таджикской ССР складываются лютеранские религиозные общины.
В 1980-х годах в крае формируются первые пятидесятнические церкви.
После обретения независимости значительное число немцев и русских эмигрировали из страны; число баптистов и лютеран значительно сократилось. Одновременно с этим, в стране возникли ряд новых протестантских движений, таких как пресвитерианская корейская церковь «Сонмин» (она же — «Грейс», она же — «Благодать»), пятидесятническая церковь «Слово жизни», Новоапостольская церковь и др. Наиболее активную деятельность развернула южно-корейская пятидесятническая церковь «Сонмин Сунбогым». Церковь появилась в 1995 году; в 1997 году была зарегистрирована государством. В последующие годы церковь оказывала медицинскую и иную гуманитарную помощь малоимущим семьям, проводила курсы английского языка и компьютерной грамотности, занятия по тхэквондо. В Худжанде южнокорейские миссионеры построили больницы, поликлиники, учебные заведения. Многие мероприятия церкви «Сонмин Сунбогым» получили одобрение и поддержку со стороны местных властей.

## Преследование протестантов
В Таджикистане неоднократно отмечаются случаи дискриминации, преследования и террора против протестантов. Так, 1 октября 2000 года в Душанбе во время богослужения в здании корейской церкви «Сонмин» («Грейс»), на котором присутствовало 400 человек, были взорваны две бомбы, третья не взорвалась. Погибли 8 и были ранены 48 человек. За организацию этого теракта в 2001 году были осуждены два студента Исламского университета в Душанбе. В ходе следствия осуждённые заявили, что совершили преступление из религиозных соображений, так как церковь «Сонмин», по их словам, привлекала в свои ряды много мусульман.
31 декабря 2001 года у входа в адвентистскую церковь в Душанбе сработало взрывное устройство. Молитвенному зданию был причинён ущерб, однако из людей никто не пострадал.
Вечером 12 января 2004 года в баптистском молитвенном доме в Исфаре неизвестный напал на пастора Сергея Бессараба, выпустив в него 13 пуль из автоматического оружия. От полученных ранений пастор скончался на месте. По данным следствия за убийством стояли исламские фанатики из организации «Аль-Байат».
Преследованиям со стороны родственников и соседей подвергаются протестанты, обращённые из ислама. Принятый в 2009 году закон о религии существенно усложнил процедуру регистрации религиозных общин; правительство отказывается регистрировать некоторые протестантские организации, как правило, посылаясь на административные причины. В январе 2011 года был принят закон, предусматривающий обязательную правительственную цензуру всей религиозной литературы. Закон, принятый в июле 2011 года, запрещает преподавание религии детям.

## Современное состояние

Духовный центр церкви адвентистов седьмого дня в Душанбе

Крупнейшую протестантскую конфессию в стране представляют пятидесятники и неопятидесятники (4,7 тыс.). Членами Пятидесятнической церкви Таджикистана являются 700 человек (общее число прихожан — 1,75 тыс.). Церковь объединяет 14 общин. Корейские пятидесятники из «Сонмин Сунбогым» насчитывают 14 общин и 2,3 тыс. верующих (из которых членами церкви в 2010 году являлись 691 человек).
Баптисты страны представлены преимущественно Союзом евангельских христиан-баптистов Таджикистана. В союз входят 23 общины с 420 членами. При этом, по состоянию на 2012 год, государственную регистрацию имели лишь 12 баптистских церквей. В городах Душанбе и Турсунзаде действуют общины Международного союза церквей евангельских христиан-баптистов.
Адвентисты седьмого дня сообщают о 7 церквах в Таджикистане, членами которых являются 631 человек (2011 год). При этом, лишь 4 общины имеют государственную регистрацию.
Прихожанами 5 общин пресвитерианской миссии «Сонмин» в 2006 году были 1,5 тыс. человек. По состоянию на 2012 год в Таджикистане официально зарегистрировано 3 общины Новоапостольской церкви. Регистрацию имеют также 15 общин евангельских христиан (600 прихожан). В Душанбе действует один лютеранский приход. Его прихожанами считаются примерно 50 человек.